# Selva mosaic costanera de Maputaland
La selva mosaic costanera de Maputaland és una ecoregió de la zona afrotròpica, definida per WWF, que ocupa l'extrem sud de Moçambic, l'est de Swazilàndia i el nord-est de la província sud-africana de KwaZulu-Natal. Maputo, la capital de Moçambic, es troba en aquesta ecoregió.

## Descripció
La selva mosaic costanera de Maputaland, una ecoregió de selva plujosa, cobreix una franja de 30.200 quilòmetres quadrats al llarg de la costa del oceà Índic. Forma part d'una successió de selves costaneres que s'estenen al llarg de la costa africana de l'Índic des del sud de Somàlia fins a Sud-àfrica.
El límit nord de l'ecoregió es troba al nord de la desembocadura del Limpopo, prop de Xai-Xai a Moçambic, on deixa pas a la selva mosaic costanera de Zanzíbar Sud-Inhambane. Pel sud, prop del cap Saint Lucia en KwaZulu-Natal, limita amb la selva mosaic costanera de KwaZulu i El Cap.
La ecorregión té un clima humit estacional, de tropical a subtropical. La pluja oscil·la entre els 1000 mm anuals prop de la costa fins als 600 mm anuals a l'interior; la major part de les precipitacions es produeix en els mesos d'estiu. Més a l'interior, la regió deixa pas a biomes de sabana més secs.

## Flora
L'ecoregió està formada per un mosaic de diferents comunitats florals: selves, sabanes, muntanya alta, palmeres, prades i aiguamolls.

## Fauna
La diversitat de la fauna és molt elevada. Hi ha més de 470 espècies d'aus i més de 100 de mamífers, entre els quals destaquen els elefants (Loxodonta africana) i els lleopards (Panthera pardus), reclosos en l'actualitat en diverses reserves. S'han reintroduït en algunes reserves el lleó (Panthera leo) i el guepard (Acinonyx jubatus).
Les zones humides alberguen gran nombre de cocodrils del Nil (Crocodylus niloticus).

## Endemismes
Al voltant del 10% de les plantes vasculars presents en l'ecoregió són endèmiques.
Entre les aus, destaca la nectarina de Neergaard (Cinnyris neergaardi), restringida a les zones de selva sorrenca semicaducifòlia de l'ecoregió.

## Estat de conservació
En perill crític.
Les principals amenaces són la reforestació i la invasió d'espècies exòtiques, les obres hidràuliques per a la irrigació de grans extensions, l'expansió de la població rural i la caça furtiva.

## Protecció
Segons WWF, el 14% de l'ecoregió es troba protegida en reserves, entre les quals destaquen el Parc de l'Aiguamoll de Saint Lucia (3.280 km²), declarat Patrimoni de la Humanitat per la Unesco, la Reserva de Phinda i la Reserva de Caça de Mkuzi a KwaZulu-Natal; la Reserva d'elefants de Maputo (900 km²) i la Reserva de Fauna d'Ilhas de Inhaca e dos Portugeses a Moçambic.